# Zaire (tỉnh)
Zaire là một trong 18 tỉnh của Angola. Nó nằm ở mạn tây bắc đất nước, rộng 40.130 kilômét vuông (15.490 dặm vuông Anh) và có dân số khoảng 600.000 người. Nó tiếp giáp với Đại Tây Dương về phía tây, với tỉnh Bas-Congo của Cộng hòa Dân chủ Congo về phía bắc, với tỉnh Uíge về phía đông, và với tỉnh tỉnh Bengo về phía nam.